# Chasminodes albonitens
Chasminodes albonitens là một loài bướm đêm trong họ Noctuidae.